# Kechak

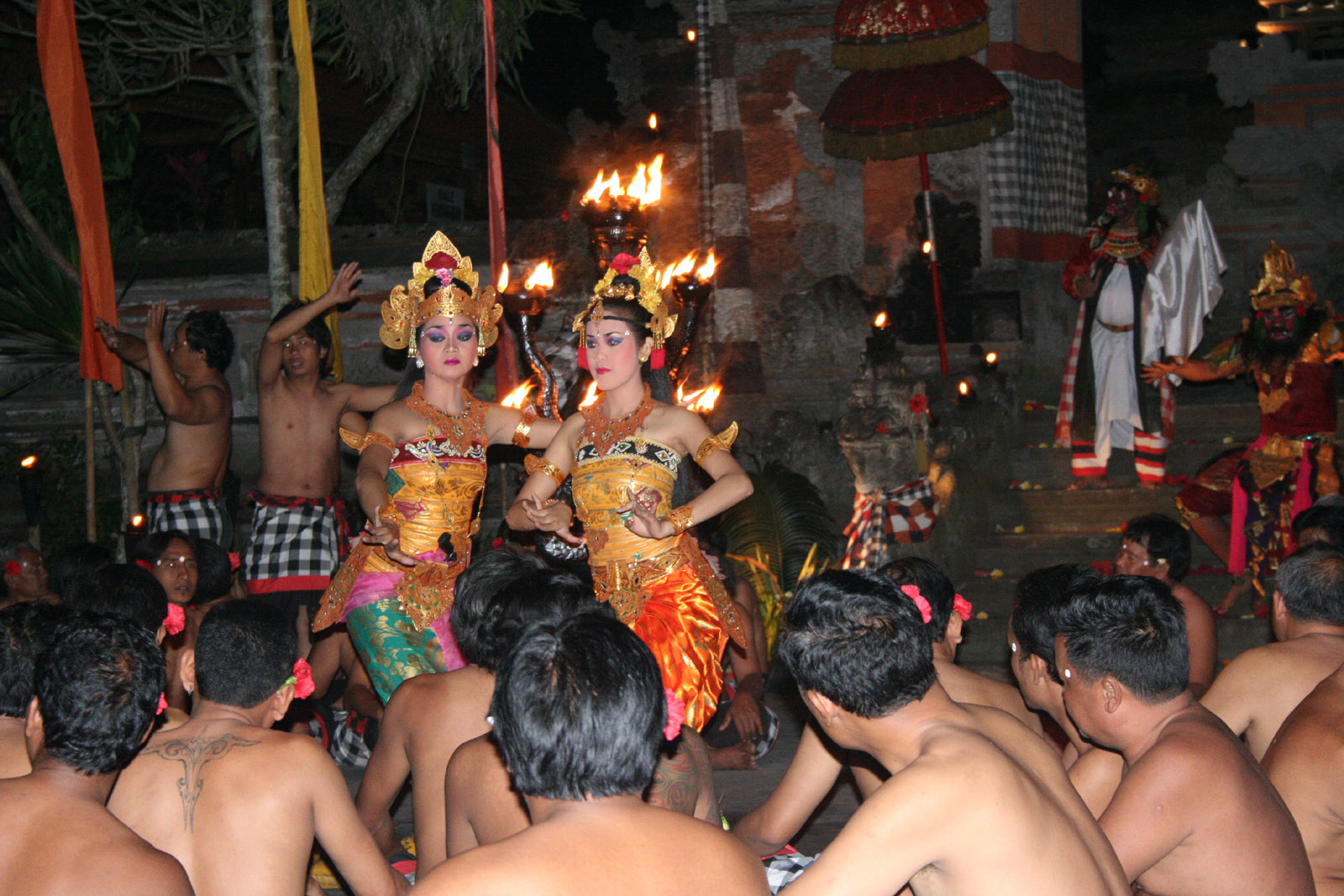
Danza Kechak en el templo Pura Dalem de Ubud, Bali.

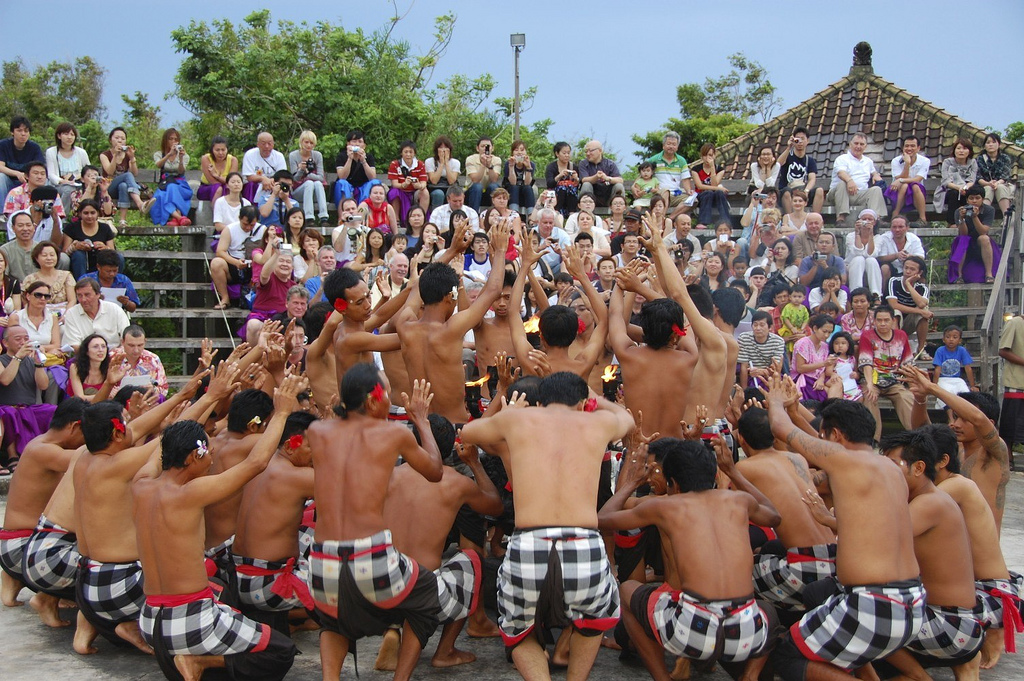
Danzantes kechak en Uluwatu, Bali.

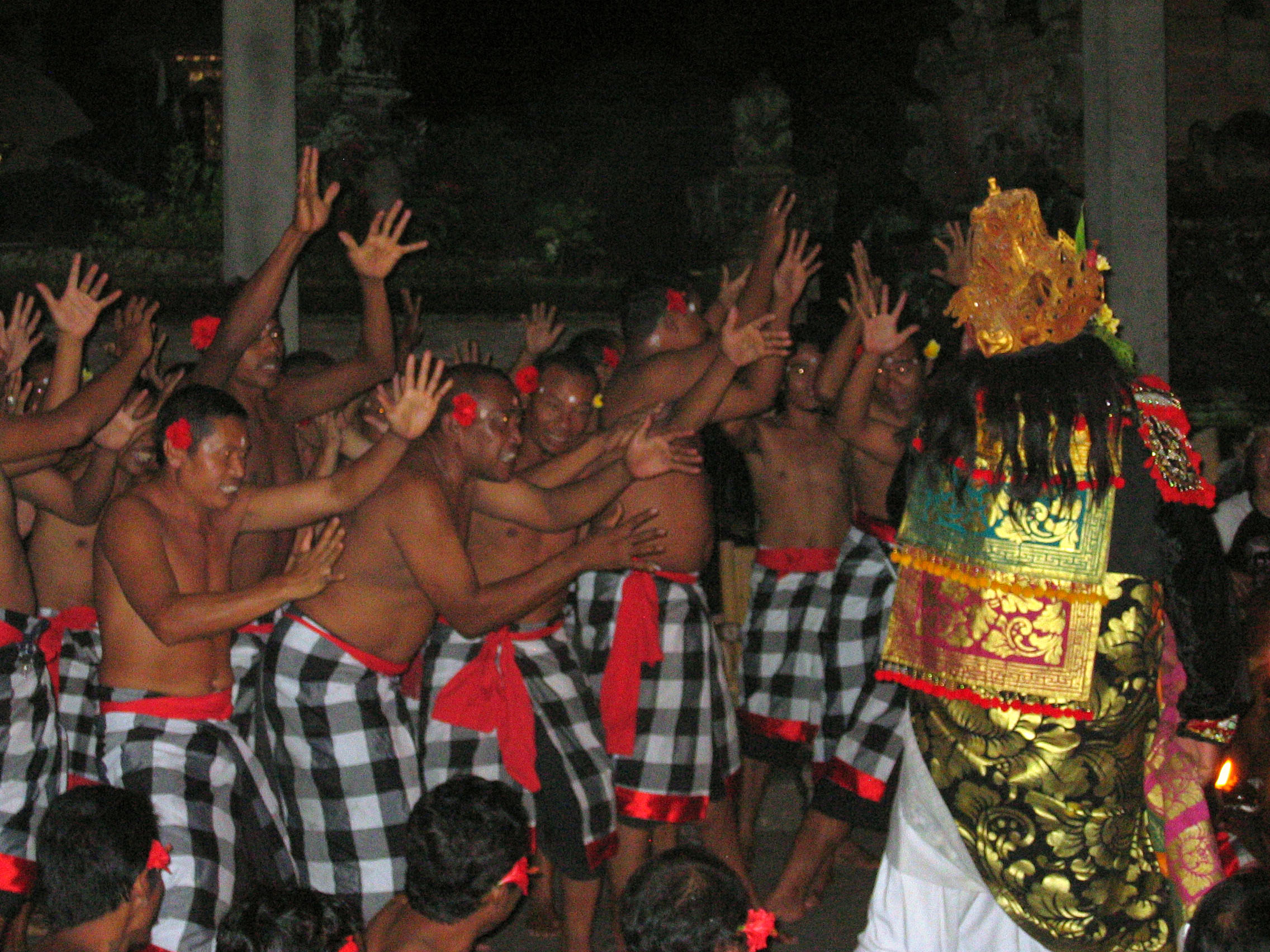
Danzantes kechak cantando frente al que interpreta a Ravana.

El kechak (pronunciado /'ke.tʃak/), también conocido como el canto del mono Ramayana, ketjak, ketjack o ketiak es una danza balinesa que se comenzó a practicar en los años 1930 principalmente por hombres. Consiste, generalmente, en un grupo de aproximadamente entre 50 y 150 hombres que se disponen en forma de círculo o semicírculo, sentados en torno a un líder. Están uniformados en la vestimenta, con ropas a cuadros alrededor de la cintura, y a veces usan flores rojas en la cabeza. El baile consiste en movimientos de brazos y de torso, acompañado por coros vocales. Durante la ceremonia, el líder guía los cambios en el movimiento y en el canto. 
Esta danza es una representación de la batalla en la que el vánara Jánuman ayudó al príncipe Rama a vencer al malvado rey Rávana según el Ramayana. El kechak tiene sus raíces en una danza de exorcización que induceal trance, llamada sanghyang.

## Historia
Kechak fue originalmente un ritual de trance acompañado por un coro masculino. En la década de 1930, Walter Spies, pintor y músico alemán, se interesó profundamente por el ritual mientras vivía en Bali. Lo adaptó como una dramatización, creando los movimientos de la danza a partir de los relatos del Ramayana y el sanghyang, para destinarse a ser representado ante audiencias turísticas occidentales que visitaban la isla.
Walter Spies trabajó con el bailarín indonesio Wayan Limbak, lo que ayudó a popularizar la danza, organizando actuaciones de grupos balineses en giras internacionales. Estas giras ayudaron a dar a conocer el kechak a nivel internacional.
Es un posible ejemplo de lo que el historiador James Clifford describe como parte del 'sistema moderno de arte y cultura' donde 'Occidente o el poder central adopta, transforma y consume elementos culturales no occidentales o periféricos, mientras se crea 'arte, que alguna vez estuvo incrustado en la cultura como un todo, en una entidad separada'.
I Wayan Dibia, intérprete, coreógrafo y erudito, sugiere, por el contrario, que los balineses ya estaban desarrollando esta forma cuando Spies llegó a la isla. Por ejemplo, durante la década de 1920, Limbak había incorporado movimientos de la danza baris en el papel del líder cak. A Spies le gustó esta innovación, y sugirió que Limbak ideara un espectáculo basado en el Ramayana, acompañado por un coro cak en lugar del tradicional gamelán, como habría sido habitual.